# Angerona turbata
Angerona turbata là một loài bướm đêm trong họ Geometridae.